# ماکسیم بومونت
ماکسیم بومونت (فرانسوی: Maxime Beaumont‎؛ زادهٔ ۲۳ آوریل ۱۹۸۲) قایقران کانو اهل فرانسه است.
وی در مسابقات کشوری و بین‌المللی در مجموع برندهٔ ۱ مدال طلا، ۵ مدال نقره، ۵ مدال برنز شده‌است.